# Wolcott (Connecticut)
Wolcott è un comune di 16.228 abitanti degli Stati Uniti d'America, situato nella Contea di New Haven nello Stato del Connecticut.